# Mohammed Abdellaoue
Mohammed Abdellaoue - em árabe, محمد عبد اللاوي - (Oslo, 23 de outubro de 1985) é um ex-futebolista norueguês de origem marroquina que atuava como atacante.

## Carreira
Tendo chegado ao Skeid quando tinha quinze anos, estreou na equipe principal em seu terceiro ano no clube, em 9 de junho de 2003, entrando no decorrer da partida contra o IL Hødd. Seus primeiros gols aconteceram em sua quarta partida, quando marcou os dois tentos da vitória por 2 x 1 sobre o Raufoss. Durante seu período no Skeid, Abdellaoue foi convocado seis vezes para defender a Seleção Noruegesa Sub-18, tendo conseguido marcar três gols. Também chegou a defender em uma oportunidade as equipes Sub-19 e Sub-21, não anotando nenhum tento.
Após cinco temporadas, com 42 gols em 82 partidas, Abdellaoue assinou um contrato de três temporadas com o Vålerenga. No novo clube, faria sucesso em sua primeira temporada, quando marcou dois gols na final da Copa da Noruega sobre o Stabæk, que terminou com vitória de sua equipe por 4 x 1, garantindo seu primeiro título como profissional. Abdellaoue também terminou como artilheiro da competição com sete gols.  Ainda nesse mesmo ano, recebeu suas primeiras convocações para a Seleção Noruegesa principal, fazendo sua estreia contra à Irlanda (1 x 1).[carece de fontes?]
Tendo conseguindo grande êxito em sua terceira temporada no clube, onde anotou dezesseis tentos em 21 partidas, mais cinco assistências, foi anunciada sua transferência para o Hannover 96, que pagou quase um milhão e mei0 de euros por seu passe.  Ao final do ano, além da transferência, também marcou seu primeiro gol pela seleção, na vitória sobre a Islândia por 2 x 1, e foi eleito o melhor futebolista norueguês no ano.[carece de fontes?]
Sua estreia pelo clube alemão aconteceu em 21 de agosto de 2010, na vitória frente a sua nova torcida por 2 x 1 sobre o Eintracht Frankfurt. Seu primeiro gol aconteceu já na partida seguinte, na também vitória por 2 x 1, mas desta vez contra o Schalke 04. Ainda na partida contra o Schalke, deu uma assistência para o gol de Konstantin Rausch. Ao final de sua primeira temporada no clube, terminou com dez gols e uma assistência em 26 partidas.[carece de fontes?]

## Título
Vålerenga
- Copa da Noruega: 2008[2]

### Individuais
- Artilheiro da Copa da Noruega: 2008 (7 gols)[3]
- Futebolista Norueguês do Ano: 2010[2]